# Lakeview, Texas
Lakeview là một thị trấn thuộc quận Hall, tiểu bang Texas, Hoa Kỳ. Năm 2010, dân số của thị trấn này là 107 người.

## Dân số
- Dân số năm 2000: 152 người.
- Dân số năm 2010: 107 người.